# Fortezza di Mont-Valérien
La fortezza di Mont-Valérien (in francese Forteresse du Mont-Valérien) è un'opera fortificata compresa all'interno del sistema fortificato a difesa di Parigi e  costruita sull'omonima altura, nel territorio dei comuni di Suresnes, Nanterre e Rueil-Malmaison, nel dipartimento dell'Hauts-de-Seine.

## Storia
In epoca medioevale il Mont Valérien era rifugio di alcuni eremiti. Dal XV secolo, sul pendio di Puteaux viveva una comunità di eremiti simile a quella di Chartreux: celle private, Santa Messa e Ufficio comuni, silenzio perpetuo. Il lavoro manuale e la preghiera scandivano le giornate.
L'attuale forte fu concepito da Adolphe Thiers, presidente del Consiglio dei Ministri. La struttura sarebbe così andata ad integrare il sistema di difesa parigino formato da sedici forti compresi nel programma di fortificazioni di Parigi approvato dalla legge del 3 aprile 1841. Era uno dei più grandi. Furono così stanziati centoquaranta milioni di franchi per il progetto, che prevedeva la demolizione degli antichi edifici religiosi. Di forma pentagonale, la fortezza comprendeva fronti alti da 350 a 400 metri, con gradini di cavalleria che collegavano i bastioni. Vi è un doppio muro di contenimento, un fossato e un muro difensivo. Nel 1850 la fortezza di Mont-Valérien venne incluso nel territorio di Suresnes.
La fortezza difese Parigi durante la guerra franco-prussiana e rimase il caposaldo principale a protezione della città, resistendo a bombardamenti di artiglieria tedeschi che durarono diversi mesi. I suoi cannoni distrussero il Castello di Saint-Cloud, occupato dai nemici. La resa della fortezza fu una delle clausole principali dell'armistizio firmato dal Governo della Difesa Nazionale con il cancelliere tedesco Otto von Bismarck il 17 gennaio 1871. Occupato dai soldati tedeschi il 29 gennaio, fu riconsegnato ai francesi il 21 marzo 1871.
Mont-Valèrien ebbe un ruolo chiave anche nella Comune di Parigi. La Guardia Nazionale non riuscì a metterlo in sicurezza dopo il primo ritiro dell'esercito regolare da Parigi. Dopo il loro ritorno, il 21 marzo, l'esercito utilizzò il forte come base importante per la sottomissione della Comune durante la Settimana di sangue.
All'interno della fortezza vi era anche un proiettificio, dove le donne erano impiegate per riciclare e distruggere le munizioni non adatte al servizio e per recuperare il salnitro. Nonostante due incidenti nel 1870 e nel 1873, che indussero le autorità a sospendere questa attività e a richiedere la distruzione delle cartucce per annegamento, le donne continuarono a svolgere questa pericolosa occupazione. Il 18 dicembre 1882 si verificò nell'opificio una grave esplosione. L'incendio fu domato, ma rimasero ustionate 25 persone, 17 delle quali morirono: 16 operai e un sottufficiale.
Il colonnello Hubert Henry, dell'intelligence dell'esercito, un personaggio chiave nell'affare Dreyfus, fu rinchiuso nella prigione di Mont-Valérien nel 1898. Il giorno successivo alla reclusione, il 31 agosto 1898, si tagliò la gola con un rasoio che era stato lasciato in suo possesso.

### I fucilati di Mont-Valérien
Durante la seconda guerra mondiale, la fortezza fu utilizzata, dal 1940 al 1944, come prigione e luogo di esecuzione da parte degli occupanti nazisti di Parigi. I tedeschi portavano i prigionieri alla prigione in camion da altre località. I prigionieri venivano temporaneamente rinchiusi in una cappella in disuso e successivamente fucilati in una radura a 100 metri di distanza. I corpi venivano poi sepolti in vari cimiteri dell'area parigina. 
Erano tutti uomini, di età maggiore di 16 anni. Il manuale di diritto penale della Wehrmacht vietava infatti di condannare a morte i minori di 16 anni e di sparare alle donne. Ad esempio, il quindicenne André Kirschen, uno degli imputati del processo alla Maison de la Chimie, fu condannato alla deportazione, mentre Olga Bancic, condannata insieme agli uomini del Manifesto Rosso (Affiche rouge), fu portata in Germania dove fu decapitata.
- 29 agosto 1941: Honoré d'Estienne d'Orves, Maurice Barlier e Jan Doornik;
- 22 ottobre 1941, cinque ostaggi, come rappresaglia per la morte di Karl Hotz;
- 24 ottobre 1941, Bernard Anquetil;
- 10 dicembre 1941, 11 membri del gruppo di resistenza Elie di Brest;
- 15 dicembre 1941, 70 ostaggi, tra cui 53 ebrei - 44 dei quali provenienti dal campo di Drancy tra cui Gabriel Péri;
- 6 febbraio 1942, due abitanti di Saint-Michel-en-l'Herm che avevano cercato di aiutare gli aviatori britannici a fuggire;
- 11 febbraio 1942, André Bloch;
- 23 febbraio 1942, sette membri della rete del Musée de l'Homme: Vildé, Lewitsky, Nordmann, Ithier, Andrieu, Sénéchal e Walter;
- 27 febbraio 1942, Jean-Claude Chabanne;
- 9 marzo 1942, le sette persone condannate a morte al processo di Palais Bourbon;
- 21 marzo 1942, Georges Paulin;
- 17 aprile 1942, 23 persone condannate a morte nel processo della Maison de la Chimie, tra cui Bernard Laurent e Marcel Bertone. Esecuzione di Marcel Bourdarias e Spartaco Guisco;
- 23 maggio 1942, Georges Politzer e Jacques Solomon;
- 30 maggio 1942, Arthur Dallidet e Jacques Decour;
- 22 giugno 1942, Gabriel Laumain;
- 27 luglio 1942, Valentin Feldman. Mentre stava per essere giustiziato, gridò ai soldati tedeschi: "Stupidi, è per voi che sto morendo";
- 11 agosto 1942: Georges Bouzerait, Jean-Baptiste Douvrin, Nojme Zalkinow (padre di Fernand Zalkinow) e Georges Victor Frémont;
- 21 settembre 1942: Gaston Bussière e Marcel Lamant;
- 26 febbraio 1943, Lucien Dupont, Charles Grosperin, André Berthelot, Pierre Bolzer, Marcel Garcin, Georges Leblanc, Lucien Lefranc, Gabriel Rabot, Victor Recourat13 ;
- 15 giugno 1943, Jules Dumont;
- 17 settembre 1943, 19 persone di Brest, per aver combattuto le truppe tedesche di occupazione nelle file dei Francs-tireurs et partisans e aver commesso numerosi atti di sabotaggio nel Finistère: Albert Abalain, Lucien Argouach, André Berger, Louis Departout, Yves Giloux (studente, nato a Ouessant il 15 dicembre 1921), Louis Le Bail, Paul Le Gent, Eugène Lafleur, Louis Le Guen, Paul Monot, Henri Moreau, Jean-Louis Primas, Jean Quintric, Albert Rannou, Albert Rolland, Étienne Rolland, Joseph Ropars, Jean-Marie Teuroc, Charles Vuillemin;
- 2 ottobre 1943: Martial Brigouleix, Robert Vermassen;
- 6 ottobre 1943: Roger Rieckert, Jacques Massias, Jacques Delaunay e Marc Delaunay;
- 21 febbraio 1944, tre giovani partigiani del Liceo Anatole-Le-Braz di Saint-Brieuc, nonché Missak Manouchian e 21 membri della sua banda partigiana;
- 7 marzo 1944, André Chesnot;
- 15 marzo 1944, Bernard Chevignard;
- 28 marzo 1944, Frédéric De Jongh (padre di Andrée De Jongh);
- 5 aprile 1944, André Lamarre;
- 11 aprile 1944, Joseph Epstein;
- 25 aprile 1944, Raymond Collot, Louis Chapiro, Jean Camus, Albert Autereau e Paul Roussière, del comitato militare FTP dell'Interregione di Parigi, arrestati l'11 gennaio 1944 e condannati a morte l'11 aprile;
- 11 agosto 1944, 93 detenuti del campo di Royallieu.

Il 18 giugno 1960, il generale de Gaulle inaugurò in un'area antistante la fortezza il Memoriale della Francia combattente, dove riposano 16 corpi di militari francesi e delle colonie, simbolo delle diverse forme di lotta per la Liberazione.
Il 23 febbraio 2008, Nicolas Sarkozy, Presidente della Repubblica francese, e Jürgen Rüttgers, Ministro-Presidente della Renania Settentrionale-Vestfalia, hanno reso omaggio alle vittime della Resistenza e all'abate Franz Stock, che fu cappellano dei prigionieri fucilati a Mont Valérien. Rüttgers è il primo politico tedesco a recarsi in visita ufficiale a Mont-Valérien.